# E38 (Ecuador)
De E38 of Vía Colectora Santo Domingo-Rocafuerte (Verzamelweg Santo Domingo-Rocafuerte) is een secundaire nationale weg in Ecuador. De weg loopt van Santo Domingo de los Tsáchilas naar Rocafuerte en is ongeveer 200 kilometer lang.